# Крупский, Александр Кириллович
Алекса́ндр Кири́ллович Кру́пский (28 августа 1845, Санкт-Петербург, Российская империя — 20 апреля 1911, там же) — русский учёный и инженер, химик-технолог, профессор, его труды посвящены теории химической технологии, Действительный статский советник, один из основателей Русского химического общества. Известен как основатель Петербургского альбуминного завода, позже был руководителем при строительстве пивоваренного завода П. Дурдина и строитель масло-экстракционного завода С. Д. Башмакова в Тамбовской губернии.

## Биография
Происходил из старинного шляхетного рода Крупских. Родился в Санкт-Петербурге 28 августа 1845 года в семье протоиерея Кирилла Кирилловича Крупского.
Учился в 5-й гимназии Санкт-Петербурга (вып. 1862). В 1867 году окончил физико-математический факультет Санкт-Петербургского университета. Затем около 3-х лет учился за границей: в Цюрихской политехнической школе и в Лейпцигском университете; работал в лабораториях Й. Вислиценуса (Цюрих), А. Кольбе и А. Штрекера (Лейпциг). В 1868 году стал членом-учредителем Русского химического общества.
Поступил на службу 4 марта 1869 года. Осенью 1871 года по рекомендации Д. И. Менделеева по конкурсу был избран преподавателем химической технологии в Санкт-Петербургском практическом технологическом институте, которому и посвятил дальнейшую свою деятельность, с 1876 года — в звании профессора, затем — заслуженный профессор института. Целый ряд его лекций были изданы: «Керамика» (1884), «Производство серной кислоты» (1885) и др.
Крупский регулярно был делегатом на всемирных и российских выставках: Санкт-Петербургской (1870), Московской (1872), Венской (1873), Парижской (1878), Московской (1882), Парижской (1889). В 1893 году учебный комитет Технологического института командировал профессора Крупского на открытие выставки в Чикаго (США), в отдел химической технологии. После возвращении из Америки он внёс предложения, которые были положены в основу реорганизации деятельности Технологического института при подготовке инженерных кадров для промышленных производств Российской империи.
В апреле 1889 года получил чин действительного статского советника. Имел награды: ордена Св. Анны 1-й ст. (1904), Св. Станислава 1-й ст. (1891), Св. Владимира 3-й ст. (1886), Св. Анны 2-й ст. (1878).
Умер в Санкт-Петербурге 20 апреля 1911 года.

## Научная деятельность
А. К. Крупский ввёл понятие «коэффициента рабочей способности печей» (пирометрический эффект печи, который является функцией отношения поверхности решетки к поверхности пода). Среди его учеников были учёные в области производства керамики, стеклоделия, цементного производства: профессор А. Е. Порай-Кошиц, П. П. Федотьев, А. Г. Соколов и другие.
В 1909 году он одним из первых у России опубликовал курс процессов и аппаратов химической технологии, где описал производственные химические процессы на основе принципов физической химии. Инициатор применения нефтяного отопления для стекловаренной печи. Разработал теорию промышленного печного оборудования, изобрёл методы расчётов топок, первым ввёл понятие так называемого «печного коэффициента». Крупский проводил опыты с водоподъёмными и воздуходувными инжекторами Эрнста Кёртинга (нем. Ernst Körting; 1842—1921), изобрёл и предложил холодильную установку для железнодорожного транспорта («вагон-ледник» или рефрижераторный вагон) и т. п. Одновременно он руководил строительством химических заводов. Разработал приёмы выщелачивания овечьей шерсти и т. д. Знал несколько языков. Составил обзор «Производство глиняных изделий».

### Публикации
Основные его научные исследования посвящены формированию основ теории химической технологии. В работе «Начальные главы учения о проектировании по химической технологии», особое внимание он уделил физико-химическим явлениям и составлению единой классификации химико-технологических процессов (периодических, беспрерывных и смешанных).
- Из печатных работ известны: «Нынешнее пивоварное производство за границею» (1871); «Русская химическая промышленность»; «Альбумин из крови» (1869); отдельные главы о средствах, орудии и приемах технического хозяйства (напечатано в «Вестнике промышленности»); «О русских стеклянных заводах» (также там); «К 50-летию портландцементного дела в России»;
- «Применение приёма ускоренного испарения в потоке воздуха и теоретические исследования, произведённые с модельным вагоном-ледником на станциях и в пути», и много других статей в «Журнале русского химического общества» и в московском «Вестнике Промышленности» Кречетова;
- Статьи: «Фаянс», «Кирпичное производство», «Кокс», «Фарфор», «Кафли»[5], «Известь в технике», «Зеркальное производство» в Энциклопедическом словаре Брокгауза и Ефрона.
- Опубликовал (1884—1885 гг.) учебный курс «Стеклянное производство».

Некоторые из работ:
- Химическая технология. Большие производства химических фабрик. Курс лекций, чит. в СПб. технол. ин-те А. К. Крупским. 1875/6 г. — Санкт-Петербург : лит. Пазовского, [1876]. — 96 с.
- Начальные главы учения о проектировании по химической технологии. (Реакция и время. Коэффициенты рабочей способности реакц. снарядов и примеры расчета). Курс Лекций, чит. в СПб. технол. ин-те А. К. Крупским. — Санкт-Петербург, 1909
- Применения приема ускоренного испарения в потоке воздуха и термические исследования произведенные с модельным вагоном-ледником на станциях и в пути / А. Крупский. — Санкт-Петербург : тип. «Мирн. труд», 1911. — 60 с.

В октябре 1896 года на заседании физико-математического отделения Санкт-Петербургской академии наук сделал доклад «Русская часть химической библиографии» (СПб.: тип. Акад. наук, 1900. — 62 с.).